# Ривель
Риве́ль (фр. Rivel) — коммуна во Франции, находится в регионе Лангедок — Руссильон. Департамент коммуны — Од. Входит в состав кантона Шалабр. Округ коммуны — Лиму.
Код INSEE коммуны — 11316.

## Население
Население коммуны на 2008 год составляло 221 человек.
| 1962 | 1968 | 1975 | 1982 | 1990 | 1999 | 2008 |
| ---- | ---- | ---- | ---- | ---- | ---- | ---- |
| 309  | 365  | 312  | 270  | 233  | 211  | 221  |

## Экономика
В 2007 году среди 128 человек в трудоспособном возрасте (15—64 лет) 71 были экономически активными, 57 — неактивными (показатель активности — 55,5 %, в 1999 году было 66,4 %). Из 71 активных работали 57 человек (33 мужчины и 24 женщины), безработных было 14 (4 мужчин и 10 женщин). Среди 57 неактивных 13 человек были учениками или студентами, 23 — пенсионерами, 21 были неактивными по другим причинам.